# 三字经
《三字经》是中國的傳統兒童啟蒙教材，在中國古代經典當中，三字經是最淺顯易懂的讀本之一，歷久不衰。《三字經》取材典故廣泛，包括中國五千年傳統文化的文學、歷史、哲學、天文地理、人倫義理、忠孝節義等等，內容相當豐富。背誦《三字經》的同時，就了解了常識、傳統國學及歷史故事，以及故事內涵中做人做事的道理。
三字經的編排採三字一句，二句一韻，便於兒童琅琅上口，兒童可以在押韻規律的朗讀中，無形將之背誦下來，符合「自願性」的教育原則。因其文通俗、顺口、易记等特点，使其与《百家姓》、《千字文》、《千家詩》同为中国古代私塾的初级入门课本，合稱「三百千千」。

## 作者

### 原典作者
- 一说是宋代人王应麟。初著傳說為宋朝王應麟，明、清两代人（如清初康熙年間王相與清末大學問家章太炎）多認定作者是王應麟。其次，從文風看，王應麟的其他著作也多三字句，幾年前，在鄞州還出土了王應麟用“三字經”句式作結尾撰寫的廟記。另外，王應麟是一個關心兒童教育的學者，他還有六本兒童啟蒙讀物（《词学指南》、《小学绀珠》、《姓氏急就篇》、《小学讽咏》、《蒙训》……）。[4]這些都是非常有力的證據。
- 一说是宋代人區適子。明末清初屈大均在「廣東新語」卷十一中記載：「童蒙所誦三字經乃宋末區適子所撰。適子，順德登洲人，字正叔，入元抗節不仕」，認為廣東順德人區適子才是《三字經》的真正作者。此外，《 粵大記》和明清兩代的《順德縣志》也記載《 三字經》的作者是區適子.
- 一说是明代人黎貞。清代邵晉涵詩：「讀得貞黎三字訓」，自注：「《三字經》，南海黎貞撰。」即以為明代黎貞撰。

宁波大学文学院教授张如安在《北京大学学报》2009年第二期上发表了《历史上最早记载〈三字经〉的文献——〈三字经〉成书于南宋中期新说》一文，判断《三字经》应成书于南宋绍熙至嘉定年间，其时代要早于王应麟和区适子。而宁波是目前已知的《三字经》最早流传的地区。

### 增改作者
原典內容之外，後經章太炎等人多次增改，故三字經內容在「敘史」部份，也已包含元、明、清、民國時期。

## 外部連結
- 《三字經》原文及英文翻譯（页面存档备份，存于） - 中國哲學書電子化計劃
- 解读《三字经》 钱文忠（页面存档备份，存于）